# 서울 환희사 목불좌상(아미타불)
환희사 목불좌상 아미타불(歡喜寺 木佛坐像 阿彌陀佛)은 서울특별시 서대문구 환희사에 있는 조선시대의 불상이다. 2006년 9월 14일 서울특별시의 유형문화재 제217호 환희사 목 아미타불좌상으로 지정되었다가, 2009년 6월 4일 현재의 명칭으로 변경되었다.

## 개요
환희사 대웅전에 소장되어 있는 목 아미타불좌상은 광배와 대좌가 없어졌지만 불신(佛身)은 완전한 형태로 남아있는 17세기 중엽의 대표적인 불상으로 평가된다. 머리는 둥근 복발형인데 육계(肉髻)가 표현되지 않았고 정상에 둥글고 낮은 정상계주(頂上髻珠)와 머리중심에 긴 반달형 중심계주(中心髻珠)가 있으며, 나발(螺髮)은 큼직한데 성글게 붙여져 있다. 얼굴은 전체적으로 궁글려 계란형에 가까운 모습이다. 눈썹 사이에 작은 백호(白毫)가 있고, 눈은 도톰하며 입이 작으면서 인중이 돌출하였고, 코는 눈썹 사이에서 돌출하여 17세기의 특징을 잘 보여주고 있다.
상체는 다소 세장한 편인데 양쪽 어깨를 궁글려 약간 움츠려져있으며 가슴은 좁고 평판적이다. 결가부좌한 하체는 왼발을 오른다리위에 올려놓고 있는데 넓고 높아 건장하게 보인다. 수인은 왼손을 오른발 바닥 위에 손바닥을 위로한 채 올려 엄지와 중지를 맞대고 있으며, 오른손은 항마촉지인처럼 무릎 위로 올려 손바닥을 아래로 한 채 엄지와 중지를 맞댄 아미타수인을 짓고 있다. 이런 수인은 현원작(賢元作) 아미타불감의 아미타본존 수인과 동일한 아미타 하품중생인(下品中生印)을 짓고 있어서 독특한 면을 보여주고 있다.
이처럼 이 목불상은 17세기 중엽 경의 목불상과 친연성이 짙어 17세기 중엽 전후의 목불상으로 판단되며, 강원도 철원 심원사에서 전세되다가 6.25 전후에 환희사로 이전 봉안된 불상으로 중부지방 목불상연구에 귀중한 자료로 평가된다.

## 참고 문헌
- 서울 환희사 목불좌상(아미타불) - 국가유산청 국가유산포털